# Keizerthermen
De Keizerthermen (in het Duits: Kaiserthermen) waren Romeinse badhuizen in Trier waar men niet alleen kon baden maar ook bijvoorbeeld sporten en gemasseerd worden.
De Keizerthermen staan sinds 1986 op de UNESCO-werelderfgoedlijst.

## Bouw
De Keizerthermen werden gebouwd rond en na 300 n.C. Het complex werd in drie lagen gebouwd. Op de onderste, eerste laag liepen de waterbuizen, de verwarmingsstelsels en de stookplaatsen (praefurnia) voor het vuur om het water voor de warmwaterbaden te verwarmen. Dit werd door de slaven gedaan. Ook op de tweede laag liep bediening voor het warm houden van het water voor de warmwaterbaden. Het water werd verwarmd tot ongeveer 40 graden. Op deze laag zat ook de vloerverwarming, het hypocaustum. De eerste en tweede laag zijn het best bewaard gebleven. Op de derde laag waren de warm-, koud- en lauwwaterbaden, zwembaden, massageruimtes, zweetruimtes en kleedruimtes. Deze laag was versierd met mozaïeken, beschilderingen, en beeldhouwwerken.

## Gebruik
In tegenstelling tot de Barbarathermen zijn de Keizerthermen nooit gebruikt voor het doel waarvoor ze bestemd waren. Halverwege de 4e eeuw vertrok keizer Constantijn II uit Trier naar Byzantium. Keizer Constantijn schonk de Keizerthermen aan de bevolking, maar de bouw werd nooit voltooid omdat de keizer Trier verliet.
Zijn opvolger, keizer Valentinianus I, begon na 360 met de voltooiing van het complex in een kleinere versie dan oorspronkelijk gepland was, en liet het koud- en lauwwaterbad verwijderen. Hier werd een hal van gemaakt, bedoeld voor ontvangsten en parades. In de middeleeuwen deed het gebouw dienst als deel van de stadsmuur.

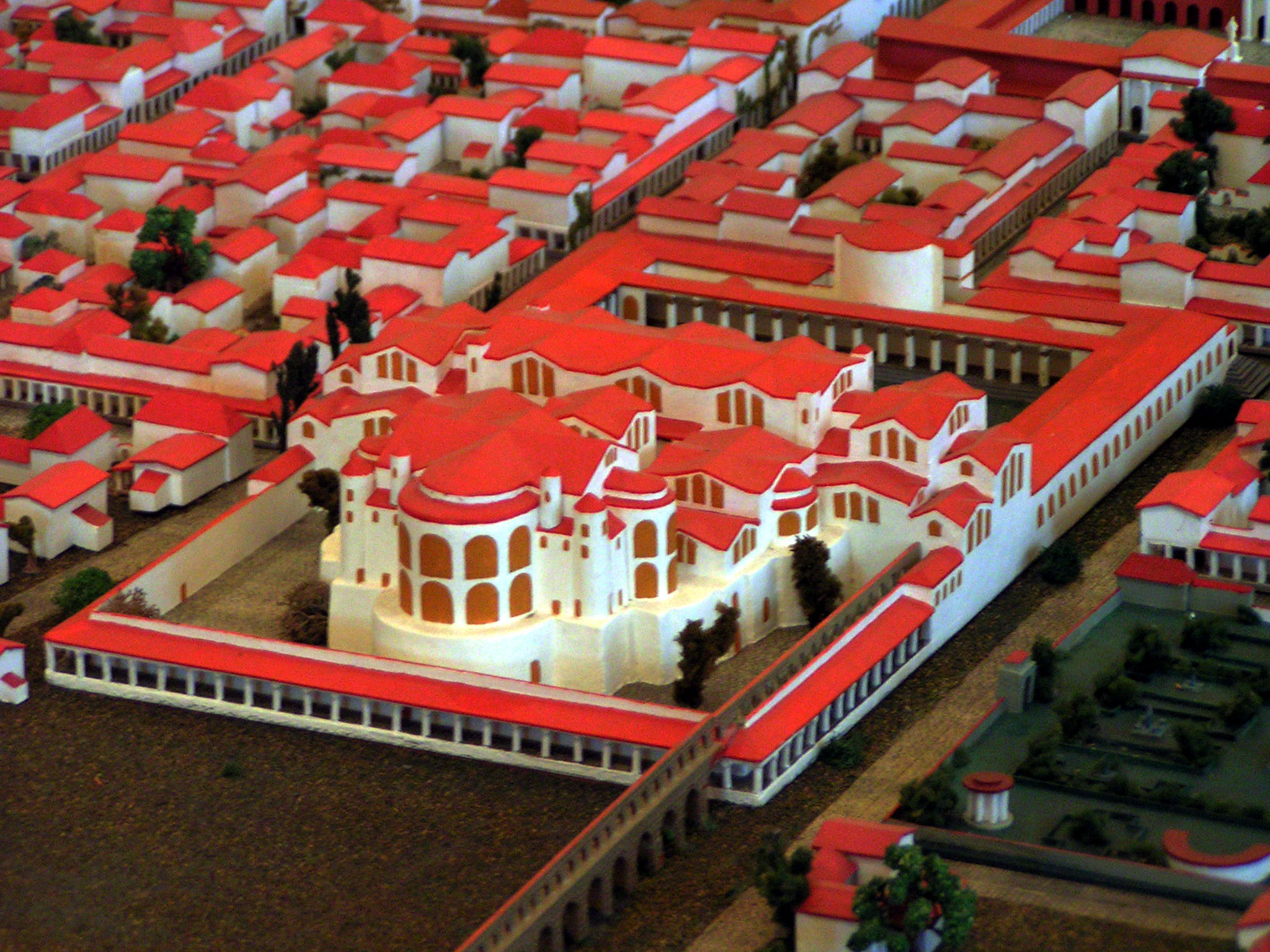
Maquette van de Keizerthermen

- Gemeinsame Normdatei: 4555143-1
- Virtual International Authority File: 246282575